# 诺伊基兴 (北弗里斯兰县)
诺伊基兴（德語：Neukirchen，發音：[nɔʏˈkɪʁçn̩] ⓘ）是德国石勒苏益格-荷尔斯泰因州北弗里斯兰县的市镇，面积31.58平方千米，2023年12月31日人口为1,138人。